# 葉國興
葉國興（1952年11月4日－），中華民國政治人物、學者。高雄市人，美國紐約大學比較法學碩士，美國哥倫比亞大學國際關係學碩士，日本早稻田大學政治經濟學科肄業，國立中興大學法商學院（今國立臺北大學）法律學系畢業。曾任行政院秘書長、國家安全會議副祕書長、臺灣糖業公司董事長、行政院政務委員、行政院新聞局局長、國立政治大學國際關係研究中心副研究員。

## 生平
1995年7月，中國人民解放軍試射飛彈，葉國興與林山田、傅雲欽、葉博文、卓榮德等人創立建國廣場，倡導臺灣意識；幾個月後，葉國興與卓榮德相繼淡出建國廣場。2002年2月1日，葉國興接任行政院新聞局局長。2003年6月27日，行政院院長游錫堃宣布，葉國興與行政院政務委員黃輝珍對調職務，於同年7月1日生效。2003年7月1日，葉國興轉任行政院政務委員。2004年5月20日，葉國興接任行政院秘書長。2007年10月11日，葉國興接任臺灣糖業公司董事長。
2009年4月1日，葉國興發表聲明指稱，因民主進步黨中央執行委員會通過徵召李俊毅參選臺南縣縣長一事與他對民主進步黨選戰策略小組成立宗旨的認知不符，他自即日起退出民主進步黨選戰策略小組，不再參與該小組事務；他說，主張提名李俊毅參選的民主進步黨主席蔡英文應該促成黨內團結、降低爭議，而非丟顆炸彈出來。
2019年至2020年出任國家安全會議副秘書長。

## 荣誉

### 中华民国勋章奖章
- 二等景星勋章（2005年3月2日于台北总统府颁授[2]）